# Milenko Vukcevic
Milenko "Mille" Vukcevic, född 1966, är en serbisk fotbollstränare och före detta fotbollsspelare (mittfältare). 1992–1998 var Vukcevic en mycket viktig spelare i Degerfors IF. Han spelade 149 matcher och gjorde 38 mål för klubben.  
Från juli 2007 tränade han Degerfors som låg under nedflyttningsstrecket i Superettan, när han tog över. Degerfors avslutade säsongen med sex raka vinster och slutade på en åttondeplats, men Vukcevic fick ändå inte förnyat förtroende som tränare. Hans tränarkarriär inleddes i Ljungskile SK som assisterande tränare år 2006. Därefter tränade han ett lag i den serbiska andradivisionen.
Sedan 23 juli 2008 är han tränare för Carlstad United BK. Kontraktet gällde till en början säsongen ut, men blev förlängt.